# ISO 12119
A Norma 12119 é uma ISO para qualidade de software. Essa norma é aplicada aos pacotes de softwares, como por exemplo: bancos de dados, software gráficos, entre outros. A ISO foi cancelada em 24/11/2008, e substituída por: ABNT NBR ISO/IEC 25051:2008, que também foi cancelada em 2014. 

## Objetivo
A ISO 12119 visa estabelecer formas para testar os pacotes de software, não tratando da parte de produção de software, focando somente na forma como são oferecidos e liberados para uso.
Essa norma, também, estabelece os requisitos para os pacotes de software, foco na qualidade, e as maneira de realizar os testes em relação aos requisitos previamente levantados.

## Requisitos de qualidade
Alguns dos requisitos de qualidade estabelecidos pela norma são: 

##### Descrição do produto
- Ajuda o usuário ou comprador em potencial na avaliação da adequação do produto as suas necessidades. Por extensão ela também fornece informações para venda;
- Serve como base de teste;

##### Documentação de usuário
- Completitude (informações necessárias para o uso do produto);
- Correção (sem ambiguidades);
- Consistência (sem contradições internas);
- Inteligibilidade (entendido por todos);
- Apresentação e organização;

##### Programas e dados
- Funcionalidade (Instalação, presença de funções, correção e consistência);
- Confiabilidade ;
- Usabilidade (Inteligibilidade, organização, operacionalidade);
- Eficiência ;
- Manutenibilidade;
- Portabilidade;

## Pré-requisitos
Para estabelecer a norma, é necessário que sejam atendidos alguns pré-requisitos, tais como: Presença de itens do produto, Presença de componentes do sistemas e treinamento aos usuários.
No treinamento são realizadas algumas atividades de teste onde a descrição do produto, a documentação de usuário, os programas e quaisquer dados devem ser fornecidos como parte do pacote de software:
- Devem ser testados com relação à conformidade com os requisitos
- Convém que sejam testados com relação à conformidade com as recomendações

##### IMPORTANTE
Referente a instalação do software, a norma exige que o ambiente do hardware e software dos programas instalados deve corresponder ao sistema computacional em consideração conforme estabelecido na descrição do produto.
Quanto a execução do programa, os guias de teste devem cobrir todas as funções descritas na descrição de produtos e na documentação de usuário e devem considerar as combinações de funções que são representativas para a tarefa.
Registro de Teste:
O registro para cada teste deve conter informações suficiente para permitir a repetição do teste , devendo incluir: um plano de teste ou especificação de teste, contendo um guia de teste e todos os resultados associados como guias de teste, incluindo todas as falhas que ocorreram durante o teste.
De acordo com a ISO 12119 o processo de teste são estes:
1. Pre-Requisitos de Teste[1]
2. Atividade de Teste
3. Identificação do produto
4. Sistema computacionais usados para o teste
5. Documentos usados
6. Resultado dos testes
7. Não conformidades aos requisitos
8. Recomendações não seguidas
9. Data encerramento dos testes

## Quando realizar um 2º teste?
A norma abordar também alguns casos específicos, onde é necessário a realização de um segundo teste no pacote de software. 
Para que esse segundo teste seja realizado, deve ter ocorridos algumas das mudanças abaixo: 
- Quando for um NOVO produto;
- Partes inalteradas que possam sofrer influência por partes alteradas;
- Todas as partes devem ser testadas, considerando-se, pelo menos, casos de testes com seleção por amostragem;

Com isso, a norma garante a integridade das alterações ocorridas no produto, sendo que o mesmo foi submetido aos mesmos testes iniciais após as alterações.